# Друга лига Србије у америчком фудбалу 2022.
Друга лига Србије у америчком фудбалу 2022. је десето издање другог ранга такмичења у америчком фудбалу у Србији. Сезона је почела 15. парила, а завршена је 12. јуна. Први пут у овом систему такмичења је учествовао и један тим из Румуније Они су све утакмице играли на гостујућем терену у Србији, али су упркос томе били најбољи.

## Резултати
1. коло
| Датум          | Клуб                      | Клуб                  | Резултат |
| -------------- | ------------------------- | --------------------- | -------- |
| 16. април 2022 | Форестлендерси Младеновац | Ројал краунси Краљево | 12:0     |
| 7. мај 2022    | Најтси Клек               | Ребелси Букурешт      | 0:39     |

2. коло
| Датум        | Клуб                  | Клуб                      | Резултат |
| ------------ | --------------------- | ------------------------- | -------- |
| 15. мај 2022 | Најтси Клек           | Форестлендерси Младеновац | 13:0     |
| 22. мај 2022 | Ројал краунси Краљево | Ребелси Букурешт          | 6:26     |

3. коло
| Датум        | Клуб                      | Клуб                  | Резултат |
| ------------ | ------------------------- | --------------------- | -------- |
| 29. мај 2022 | Форестлендерси Младеновац | Ребелси Букурешт      | 0:35     |
|              | Најтси Клек               | Ројал краунси Краљево | 35:0     |

## Табела
| #  | Клуб                      | ИГ | П | ИЗ | ПД  | ПП | ПР  |
| -- | ------------------------- | -- | - | -- | --- | -- | --- |
| 1. | Ребелси Букурешт          | 3  | 3 | 0  | 100 | 6  | +94 |
| 2. | Најтси Клек               | 3  | 2 | 1  | 48  | 39 | +9  |
| 3. | Форестлендерси Младеновац | 3  | 1 | 2  | 12  | 48 | -36 |
| 4. | Ројал краунси Краљево     | 3  | 0 | 3  | 6   | 73 | -6  |

ИГ = одиграо, П = победио, ИЗ = изгубио, ПД = поена дао, ПП = поена примио, ПР = поен-разлика, % = проценат успешности

## Финале
| Датум        | Клуб             | Клуб        | Резултат |
| ------------ | ---------------- | ----------- | -------- |
| 12. јун 2022 | Ребелси Букурешт | Најтси Клек | 32:0     |